# Kimino
Kimino (紀美野町, Kimino-chō) est un bourg du district de Kaisō, dans la préfecture de Wakayama, au Japon.

## Géographie

### Démographie
Au 1er décembre 2014, la population de Kimino s'élevait à 9 405 habitants répartis sur une superficie de 128,31 km2.

## Histoire
Le bourg de Kimino est créé en 2006 après la fusion des anciens bourgs de Misato et Nokami.